# Lanark (ancienne circonscription fédérale)
Pour les articles homonymes, voir Lanark (homonymie).
Lanark fut une circonscription électorale fédérale de l'Ontario, représentée de 1917 à 1968.
La circonscription de Lanark a été créée en 1914 avec des parties de Lanark-Nord et de Lanark-Sud. Abolie en 1966, elle fut redistribuée parmi Frontenac—Lennox et Addington et Lanark et Renfrew.

## Géographie
En 1917, la circonscription de Lanark comprenait:
- Le comté de Lanark

## Députés
1. 1917-1918 — Adelbert Edward Hanna, CON
2. 1918-1922 — John Alexander Stewart, CON
3. 1922-1929 — Richard Franklin Preston, CON
4. 1929-1930 — William Samuel Murphy, CON-IND
5. 1930-1940 — Thomas Alfred Thompson, CON
6. 1940-1945 — Bert H. Soper, PLC
7. 1945-1957 — William Gourlay Blair, PC
8. 1957-1965 — George H. Doucett, PC
9. 1965-1968 — Desmond Morton Code, PC

- CON = Parti conservateur du Canada (ancien)
- PC = Parti progressiste-conservateur
- PLC = Parti libéral du Canada